# Howard Raiffa
Howard Raiffa (24 de enero de 1924 – 8 de julio de 2016) fue un académico norteamericano que fue el titular emérito de la cátedra Frank P. Ramsey de Gestión de la Economía, de la Escuela de Negocios y la Escuela de Gobierno Kennedy en la Universidad de Harvard. Fue un influyente analista de la teoría de la decisión bayesiana y pionero en el campo del análisis de decisión, con obras en estadística, teoría de la decisión, teoría de juegos, el comportamiento de la teoría de la decisión, análisis de riesgo y análisis de la negociación. Ayudó a fundar, y fue el primer director del Instituto Internacional de Análisis Aplicado de Sistemas.

## Aplicaciones de sus teorías
Una conferencia suya en la década de 1960 sobre el uso de métodos Bayesianos para apostar en carreras de caballos le dio a John Craven, un científico de la Marina de los EE. UU., la idea de usar una técnica de Bayes para buscar una bomba de hidrógeno de la Fuerza Aérea perdida en los alrededores de Palomares, España en 1966 (Choque de B-52 en Palomares). Craven utilizó los mismos métodos nuevamente en la búsqueda del submarino USS Scorpion perdido en 1968. Raiffa ha analizado situaciones que implican el uso de la probabilidad subjetiva y argumenta que las probabilidades subjetivas deben seguir las mismas reglas (los axiomas de Kolmogorov) que las objetivas, basadas en frecuencia.

## Teoría de la decisión
Su libro Applied Statistical Decision Theory con Robert Schlaifer introdujo la idea de conjugar distribuciones previas.
Para Raiffa si se considera una situación en la que se requiere que apueste y se le dan dos posibles apuestas.
Apuesta A, en el cual apostaste por el resultado de una pelea entre el mejor boxeador del mundo y el mejor luchador del mundo en una pelea de ring. (Supongamos que es bastante ignorante sobre las artes marciales y que tendría grandes dificultades para elegir a quién apostar). Si su campeón elegido gana, gana 500 €, de lo contrario no obtendrá nada. Usted coloca su elección en un sobre sellado, que se abre después del juego.
Apuesta B. Saca una bola desde una urna opaca que contiene 50 bolas naranja y 50 azules. Recibirá 500 € si saca una bola anaranjada y nada para una bola azul. Las bolas se mezclaron completamente y debes asumir que todas las bolas tienen la misma probabilidad de ser sacadas. 
Muchas personas se sentirían más inseguras acerca de hacer la apuesta A en el que las probabilidades son desconocidas, en lugar de la apuesta B, en el que las probabilidades se ven fácilmente como la mitad de cada resultado.
Raiffa sostiene que un responsable de la toma de decisiones debería de hecho asignar una probabilidad subjetiva de la mitad a cada resultado de la apuesta A, siempre que no haya información disponible que haga que un resultado sea más probable que el otro.
Raiffa argumenta de la siguiente manera. Supongamos que alguien tiene las siguientes preferencias. Si se ven obligados a hacer la apuesta A, apostarían por el boxeador, pero si se les diera una opción libre, preferirían la apuesta B. Es de suponer que una persona así cuando se le permita elegir la apuesta A simplemente preferiría apostar al boxeador en lugar de tirar una moneda para decidir si deben apostar al boxeador o al luchador. Pero este enfoque aleatorio es equivalente a la apuesta B. Por lo tanto, por los axiomas de la sustituibilidad y la transitividad para los servicios públicos, también deberían preferir apostar al boxeador que la apuesta B. Se puede usar un argumento similar para demostrar que cuando el jugador no tiene preferencia entre el boxeador y el luchador tampoco debería tener preferencia entre la apuesta A y la apuesta B.
(El axioma de la sustituibilidad dice que si alguien es indiferente entre los resultados A y B e indiferente entre los resultados A y C, debería ser indiferente entre B y C. El axioma de la transitividad dice que si alguien prefiere el resultado A a B y también prefiere B a C, entonces deberían preferir A a C.)
Otros, como Daniel Ellsberg, no están de acuerdo con el razonamiento de Raiffa y han ideado interpretaciones alternativas de la teoría de la decisión. Una de las salidas más radicales es la teoría Dempster-Shafer, que rechaza el uso de la teoría de la probabilidad por completo, a favor de una teoría de las funciones de las creencias, que no satisface los axiomas de la probabilidad.